# Xã La Salle, Michigan
Xã La Salle (tiếng Anh: La Salle Township) là một xã thuộc quận Monroe, tiểu bang Michigan, Hoa Kỳ. Năm 2010, dân số của xã này là 4.894 người.